# Schumannovy rezonance
Schumannovy rezonance jsou zvýšené hodnoty v pozorovaném spektru velmi nízkých frekvencí elektromagnetického záření, zachytitelné na povrchu Země (či jiných planet s ionosférou). Vznikají v atmosféře jako globální resonance elektromagnetického záření, způsobeného blesky. Hloubka průniku vln takové frekvence při skin efektu do mořské vody je přibližně 100 metrů. Jsou pojmenovány po německém fyzikovi Winfriedu Ottovi Schumannovi, který je teoreticky předpověděl v roce 1955. Frekvence základního rezonančního módu se pohybuje kolem 7,83 Hz, frekvence vyšších harmonických módů jsou 14,3 Hz, 20,8 Hz, 27,3 Hz a 33,8 Hz. Hodnota základní frekvence je dána počtem oběhů elektromagnetické vlny kolem obvodu Země za sekundu.
Podle některých výzkumů mohly výkyvy (excitace a distorze) Schumannových rezoncí po dopadu planetky na konci křídy spolupůsobit při vyhynutí dinosaurů.